# Lespesia erythrocauda
Lespesia erythrocauda là một loài ruồi trong họ Tachinidae.